# ضفدع شاوشياو
ضفدع شاوشياو (الاسم العلمي: Rana chaochiaoensis) هو نوع من الحيوانات يتبع جنس الضفدع الحقيقي من فصيلة الضفادع الحقيقية.